# Мучной (посёлок)
Мучной — упразднённый посёлок железнодорожного разъезда в Камышинском районе Волгоградской области России. Входила в состав Уметовского сельского поселения. Упразднён в 1985 году.

## География
Посёлок располагался у бывшего одноимённого железнодорожного разъезда Иловля 1 — Петров Вал Приволжской железной дороги, в степной местности, в пределах Приволжской возвышенности, являющейся частью Восточно-Европейской равнины, на правобережье реки Иловля, на расстоянии примерно 5,5 километра (по прямой) к северу от села Александровка.

### Климат
Климат умеренный континентальный (согласно классификации климатов Кёппена — Dfa). Многолетняя норма осадков — 400 мм. Наибольшее количество осадков выпадает в июле — 48 мм, наименьшее в марте — 22 мм. Среднегодовая температура положительная и составляет + 7,0 °C, средняя температура самого холодного месяца января −9,4 °C, самого жаркого месяца июля +22,9 °С.

## История
Железнодорожный разъезд Мучной образован в 1942 году на железнодорожной линии Иловля 1 — Петров Вал Приволжской железной дороги.
С 1954 по 1965 годы в составе Дворянского сельсовета.
Постановлением Волгоградской областной думы от 18 октября 1985 года № 11/726 посёлок железнодорожного разъезда Мучной исключён из учётных данных, население переселено в село Умёт.